# Chemtrails Over the Country Club (песня)
«Chemtrails Over the Country Club» (с англ. — «Химиотрассы над загородным клубом») — песня американской певицы Ланы Дель Рей. 11 января 2021 года издана как второй сингл с седьмого студийного альбома Chemtrails Over the Country Club. Продюсер трека — Джек Антонофф.

## История создания
«Chemtrails Over the Country Club» стала одной из первых написанных для альбома песен. Дель Рей сочинила текст и мелодию, а Джек Антонофф выступил продюсером как трека, так и пластинки. Предполагается, что до объявления нового названия диска трек носил название «White Hot Forever» (с англ. — «Раскалённая навсегда»). 18 декабря 2020 года «Chemtrails Over the Country Club» начала распознаваться в приложении Shazam. 22 декабря Дель Рей опубликовала тизер видеоклипа на песню, пообещав выпустить его 11 января 2021 года, наряду с предзаказом одноимённого альбома.
Премьера «Chemtrails Over the Country Club» состоялась 11 января на британской радиостанции BBC Radio 1 в программе «Annie Mac», в рубрике «The Hottest Record In The World». После этого исполнительница ответила на несколько вопросов ведущей о новой пластинке.

## Композиция и критика
«Chemtrails Over the Country Club» сочетает такие жанры, как арт-поп, чеймбер-поп и дрим-поп. В издании Idolator песню описали как «испещрённую солнечными бликами балладу». Редактор Vulture отозвался о ней так: «Это ещё одна её декадентская песня — с текстом об украшениях, спортивных машинах, гороскопе и, как можно догадаться [из названия], о химиотрассах над загородным клубом — с гитарным и струнным аутро».

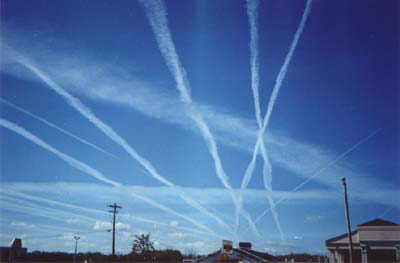
Конденсационный след от самолёта, называемые химиотрассами

Название трека происходит из американской конспирологической теории, согласно которой химиотрассы — белые полосы в небе — являются результатом распыления различных небезопасных для здоровья людей химикатов над городами с пассажирских самолётов; эти действия приписывают так называемому мировому правительству, якобы контролирующему численность населения планеты. Загородный клуб олицетворяет американскую мечту Дель Рей, как и упомянутые в треке «white picket» — белые деревянные заборы, появившиеся в Соединённых Штатах после окончания Второй мировой войны и ставшие символом семейной жизни, о которой мечтает певица; химиотрассы над её домом символизируют «блаженное неведение», теперь белые полосы в небе — «это то, на что просто приятно смотреть, а не теория заговора».
Одними из вдохновений послужили созвездия и натальная астрология, что отразилось в строчке «Моя луна во льве, мой рак — в солнце». Дель Рей родилась 21 июня 1985 года в 16:47 по североамериканскому восточному времени, так что её лунный знак — это лев, а солнечный — рак.16 сентября 2019 года исполнительница поделилась фотографией колец в Instagram, подписав публикацию вышеупомянутой строчкой. Кроме того, в конце песни певица намекает на бывшего возлюбленного, Шона Ларкина, с которым встречалась с середины 2019 года до марта следующего: «Ты родился в декабре, а я — в июне» — Ларкин появился на свет 7 декабря 1973 года. Как Дель Рей пояснила в интервью журналу Interview, эта песня о «моих друзьях, семье, о желании быть обычным человеком».
В интервью BBC Radio 1 Дель Рей провела параллель между строчкой из песни («Я не расстроена и не несчастна, я лишь безумна») и штурмом Капитолия сторонниками президента Дональда Трампа 6 января 2021 года: «Мы не можем найти способ быть дикими в нашем мире, да и сам мир дик. <…> Если бы я отправилась в Брентвуд кантри-март босиком или как-нибудь иначе, я бы не считала себя сумасшедшей — так я связана с землёй, как бы то ни было».

## Музыкальное видео
Съёмки музыкального клипа на песню проходили в конце августа, начале сентября и в конце октября 2020 года, в Калифорнии. Режиссёром видео выступил дуэт BRTHR (Алекс Ли и Кайл Райтмэн), ранее работавший с The Weeknd, Трэвисом Скоттом и другими. В клипе снялись сестра певицы, Чак Грант, а также её подруги Дакота Райн, Валери Фогт и Александра Кей. Промо-материалы к видео, включая обложку песни, были подготовлены фотографом Нилом Крюгом, ранее работавшим над оформлением альбома Ultraviolence. Премьера клипа состоялась 11 января 2021 года на YouTube, через час после радио-премьеры; клип продолжается на одну минуту и девять секунд дольше песни.
Видео формально разделено на две части. В первой, напомнившей обозревателям Los Angeles Times фильм «Волшебник страны Оз» (1939), одетая по моде 60-х певица едет на «винтажном красном Mercedes-Benz и расслабляется с подругами у бассейна дорогого особняка»; на лице Дель Рей — медицинская маска в виде сетки из блестящих нитей, в которой она появлялась на презентации поэтического сборника в сентябре 2020 года. Тогда певица подверглась критике за ношение «символической» маски во время пандемии, но впоследствии она объяснила, что маска имеет подкладку из медицинской ткани. Во второй части, где праздная жизнь и дорогой особняк сменяются мрачным лесом, превращая видео в фильм ужасов, Дель Рей, её сестра и подруги превращаются в оборотней; с наступлением дня они возвращаются к привычной жизни. С переменой локаций изменяется и формат изображения.

## Список композиций
| №  | Название                           | Автор(ы)                     | Продюсер(ы)        | Длительность |
| -- | ---------------------------------- | ---------------------------- | ------------------ | ------------ |
| 1. | «Chemtrails Over the Country Club» | Лана Дель Рей, Джек Антонофф | Антонофф, Дель Рей | 4:31         |

## Участники записи
Данные адаптированы с сайта Tidal.
- Лана Дель Рей — вокал, автор песни, продюсер
- Джек Антонофф — автор песни, продюсер, 12-струнная акустическая гитара, бас-гитара, пианино, меллотрон, ударные, сведение
- Дэн Хит — струнные
- Эван Смит — духовые
- Лора Сиск — звукорежиссёр, сведение
- Джон Руни — ассистент звукорежиссёра
- Джон Шер — ассистент звукорежиссёра
- Крис Герингер[англ.] — мастеринг-инженер

## Чарты
| Чарт (2021)                     | Высшая позиция |
| ------------------------------- | -------------- |
| Ирландия (IRMA)                 | 44             |
| Новая Зеландия (RMNZ)           | 19             |
| Великобритания (OCC UK Singles) | 72             |